# 譚榮輝
譚榮輝（英語：Ken Hom，1949年5月3日—）祖籍广东开平市，美籍華裔廚師、烹飪書籍作家及美食類電視節目主持人。

## 生平

### 早年生活
譚榮輝出生在美國亞利桑那州的圖森市，而在伊利諾伊州的芝加哥市長大。譚榮輝的父親在他八個月的時候便去世了，他自小由他的母親帶大。當他十一歲時在他舅舅的餐館打工的時候，他開始學習烹飪。後來他前往加州是因為在加州大學伯克利分校學習歷史學。在加州大學伯克利分校求學的日子里，爲了積攢學費他有前往一個教導意大利菜的烹飪學校擔任助教，這促使他開設了中國菜培訓班。
1977年，他獲邀前往舊金山的新加州烹飪學校擔任講師。

### 職業生涯
1982年，BBC在經過兩年的全球考察之後，終於決定邀請譚榮輝製作一檔中國菜的烹飪節目。這檔名為《譚榮輝中國菜烹飪（Ken Hom’s Chinese Cookery）》取得了極大的成功，而同名書籍也成為了英國烹飪類書籍中的暢銷作品，總計售出150萬本。直到今天，這本書依舊是頗受歡迎的中餐烹飪書籍。隨後他與BBC接連合作了數檔黃金時段的節目，并在全球範圍取得了成功。
2008年，譚榮輝與韓國放送公社合作的五集有關麵條歷史的紀錄片《麵條之路（Noodle Road）》在23個國家播出，並且為他贏得了皮博迪獎。
2012年，他與黃瀞億共同主持了BBC的節目《探索中國之美食大冒險（Exploring China: A Culinary Adventure）》。
2007年9月12日，譚榮輝獲得牛津布魯克斯大學授予榮譽博士學位，以表彰他“在國際美食界取得的卓越成功”。2009年，他因為“在饮食艺术上的杰出成就及贡献”、特别是“促使英国人接受正宗中国菜”而榮獲英帝國官佐勳章（OBE）。2022年，他獲英廷頒授再高一級的英帝國司令勳章（CBE）。

### 慈善与投资
自2008年開始，譚榮輝便擔任起“反飢餓行動”的大使。“反飢餓行動”是一個在全球超過四十個國家展開的人道主義援助行動，旨在幫助這些國家的家庭和兒童度過饑荒，并幫助他們建立起一個可持續發展的生活方式。
2010年，譚榮輝被診斷出罹患前列腺癌，但很快通過在日本所接受的放射治療而痊愈。
譚榮輝支持了其他不少慈善機構，其中就包括“英國前列腺癌機構（Prostate Cancer UK）”。這個機構是旨在促使人們認識前列腺癌并及早治療的機構。
譚榮輝迄今大約創作了二十餘本美食類書籍，這其中除了有他最為著名的中國菜食譜之外，更有柬埔寨菜、馬來西亞菜、泰國菜、新加坡菜和越南菜等亞洲菜食譜。
除了食譜書之外，譚榮輝最為人熟知的便是以他名字命名的炒鍋。譚榮輝炒鍋迄今在全球62個國家至少賣出七百萬組。與此同時，譚榮輝還開發了同名的“快餐肉”，并打算開發“快餐飯”和“快餐面”。不過這些食品類商品僅僅在英國銷售。
譚榮輝大部份的工作時間主要是在巴黎和曼谷的擔任廚師一職，他為總統、社會名流和皇室烹飪過美食。

## 荣誉

### 外国勋章奖章
- 大英帝国司令勋章（英国，2022年[4]）

## 參與節目
- Ken Hom’s Chinese Cookery (1984)
- Hot Chefs (1992)
- Ken Hom’s Hot Wok (1996)
- Ken Hom’s Travels with a Hot Wok (1998)
- Foolproof Chinese Cookery (2000)
- Take on the Takeaway (2007)
- Noodle Road （KBS） (2008)
- Exploring China: A Culinary Adventure（與黃瀞億共同主持）(2012)

## 著作
- Hom, Ken. . Simon and Schuster. 1981. ISBN 0-671-25347-6.
- Hom, Ken. . Macmillan Publishers. 1987. ISBN 978-0-3334-5989-8.

- Hom, Ken. . BBC Books. 1988. ISBN 978-0-5633-8439-7.

- Hom, Ken. . Pavilion Books. 1990. ISBN 978-1-8514-5247-7.

- Hom, Ken. . Alfred a Knopf. 1997. ISBN 978-0-3945-8758-5.

- Hom, Ken. . Headline Publishing Group. 2001. ISBN 978-0-7553-1091-3.

- Hom, Ken. . Hachette. 2001. 978-2-0123-6629-9.

- Hom, Ken. . BBC Books. 2002. ISBN 978-0-5635-3494-5.

- Hom, Ken. . BBC Books. 2003. ISBN 978-0-5634-8869-9.

- Hom, Ken. . BBC Books. 2004. ISBN 978-0-5635-2164-8.

- Hom, Ken. . Hachette. 2004. ISBN 978-1-8443-0177-5.

- Hom, Ken. . BBC Books. 2005. ISBN 978-0-5634-9368-6.

- Hom, Ken. . BBC Books. 2006. ISBN 978-0-5634-9328-0.

- Hom, Ken. . BBC Books. 2011. ISBN 978-1-84990-147-5.

- Hom, Ken. . BBC Books. 2011. ISBN 978-1-84990-082-9.

- Hom, Ken. . BBC Books. 2012. ISBN 978-1-8499-0398-1.

- Hom, Ken. . BBC Books. 2012. ISBN 978-1-8499-0498-8.

## 外部連結
- 譚榮輝個人官網（页面存档备份，存于）（英文）
- Maison Chin餐館官網（英文）